# دهه ۱۲۲۰ (خورشیدی)
۱۲۲۰ هزار و دویست و بیستمین سال هجری خورشیدی سالی عادی است.